# Soba 101
Soba 101 (engl. Room 101) naziv je fiktivne prostorije u kojoj se odvija dio radnje Orwellova romana Tisuću devetsto osamdeset četvrte. Predstavlja prostoriju za mučenje smještenu u zgradi Ministarstva ljubavi u Londonu, koju O'Brien, jedan od likova, opisuje kao "najgoru stvar na svijetu". Kada se protagonist Winston Smith nađe u njoj, ispostavlja se da je vladajući režim toliko usavršio psihologiju i tehnike prikupljanja informacija da unaprijed zna čak i najintimnije noćne more, strahove i fobije svojih podanika ili potencijalnih neprijatelja, što koristi da bi ih potpuno slomio. U slučaju Winstona Smitha to je strah od štakora; izložen mogućnosti da mu štakori izgrizu lice Smith je spreman na sve čak i moliti da umjesto njega to učine njegovoj ljubavnici Juliji. Taj trenutak izdaje predstavlja Smithov potpuni slom nakon čega nestaje svaki trag pobune i on postaje marioneta režima. Nedugo nakon puštanja iz Ministarstva ljubavi ponovno sreće Juliju iz čijeg je ponašanja vidljivo da je bila izložena sličnom tretmanu i načinila istu odluku.
Orwell je, po vlastitim riječima, inspiraciju za sobu 101 pronašao u istoimenoj prostoriji britanskog Ministrarstva informacija gdje je kao službenik tijekom Drugog svjetskog rata bio prisiljen dugo vremena provoditi na "besmislenim sastancima" koji su za njega predstavljali "mučenje".
Room 101 jedna je od pjesama grupe Eurythmics na albumu 1984 (For the Love of Big Brother), odnosno soundtracku istoimenog filma.
Izraz "soba 101" potom je ušao u engleski jezik kao sinonim za mučionicu, odnosno za mjesto, predmet ili čin koji za neku osobu predstavlja uzrok izuzetne neugode. Također je poslužio kao naslov istoimene BBC-jeve reality-serije, gdje se razni celebrityji izlažu neugodnim zadacima.